# Greva

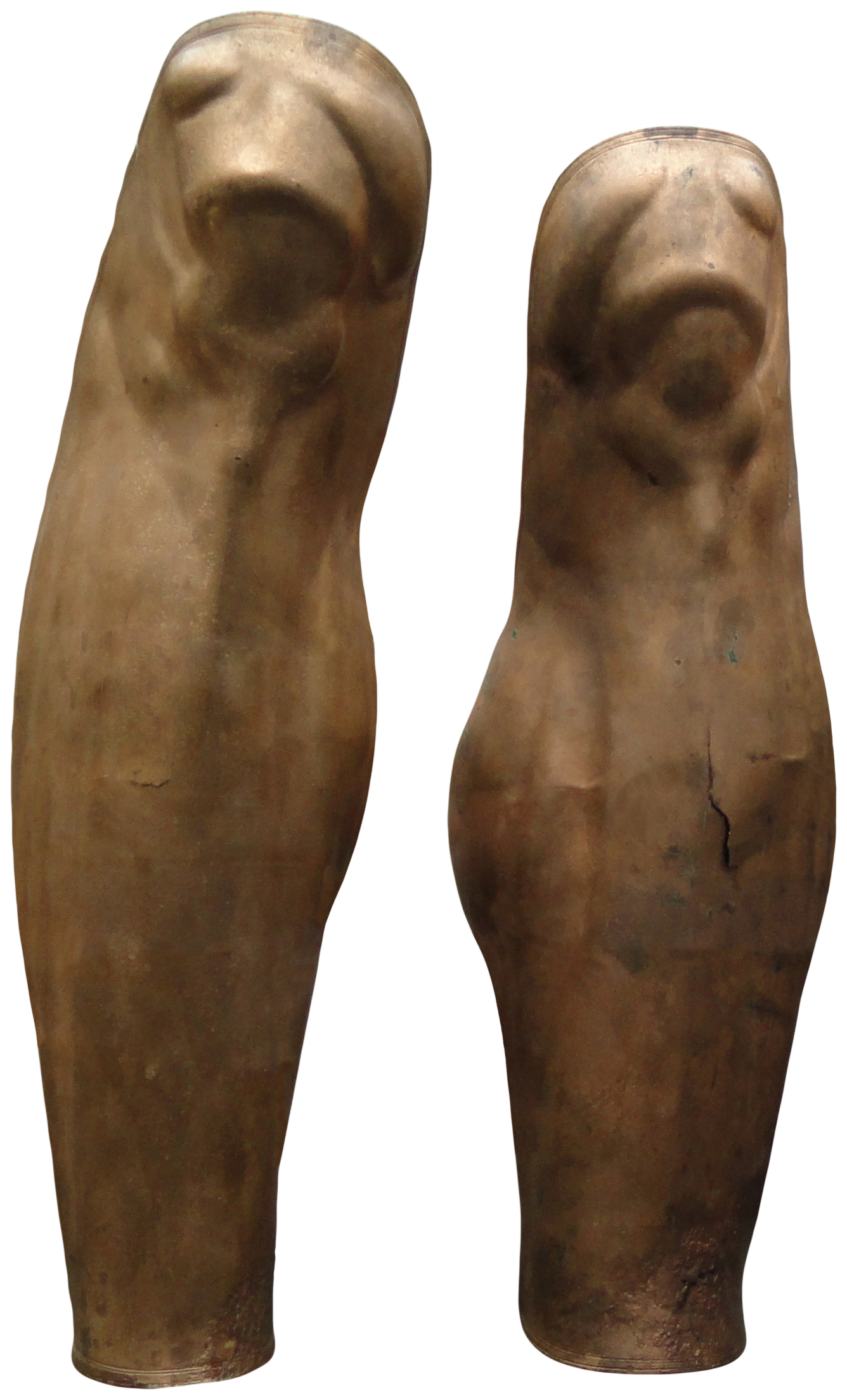
Cnêmides gregas

Greva é um componente das armaduras antigas, que se utilizava como proteção para as canelas e topo do joelho. Podiam ser de bronze, ferro ou mesmo couro.
As grevas eram, possivelmente, do início do século XIII. Amarradas na canela por tiras de couro ou fivelas, as semi-grevas foram melhoradas no final do século XIV, onde são adicionadas outra placa foi colocada, agora garantindo a integridade física do joelho até o final da canela.[carece de fontes?]

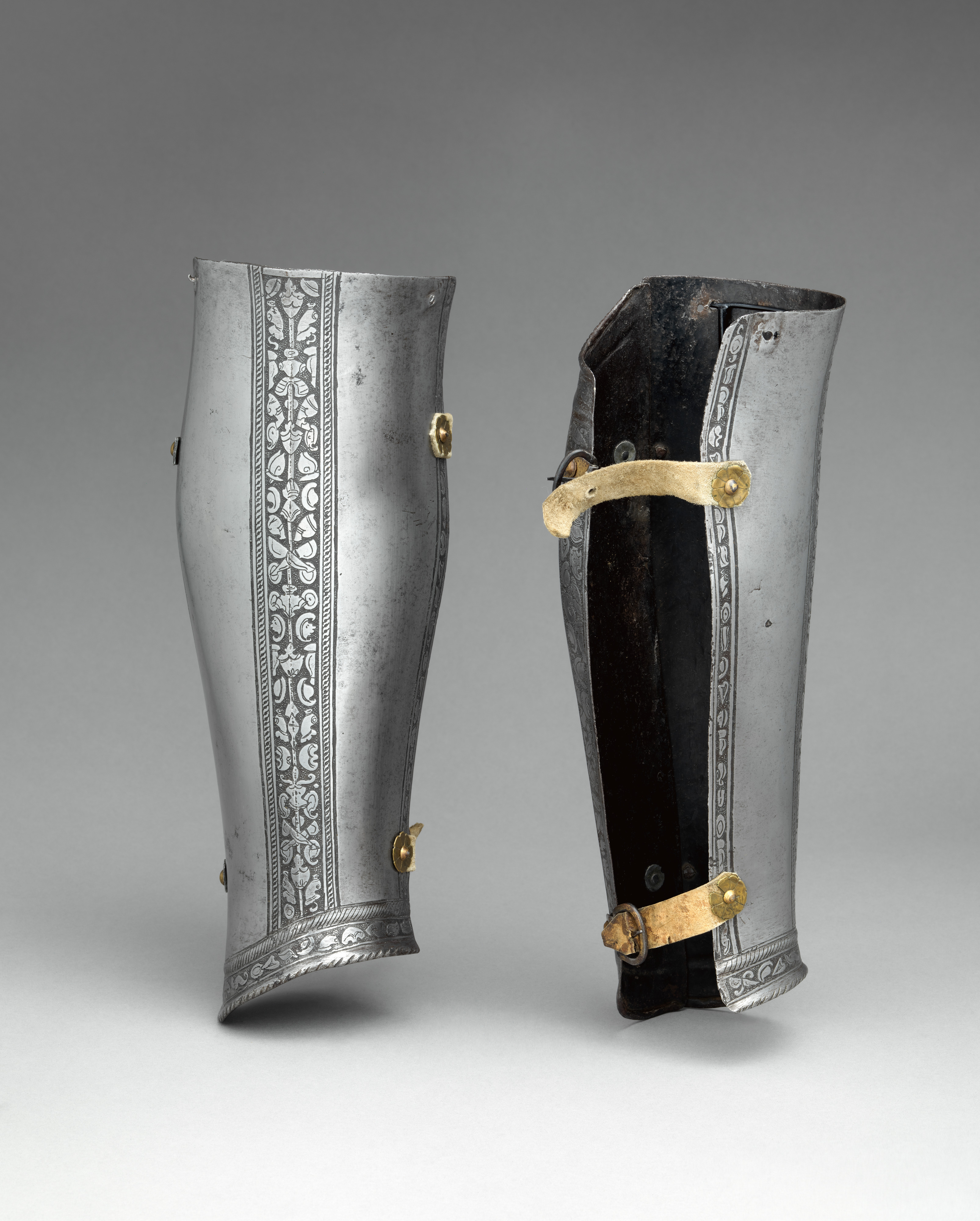
Grevas italianas do século XV.

Na Grécia Antiga, o par de grevas que equipava o hoplita denominava-se cnêmide. Era fabricado com bronze, latão, prata ou ouro e possuía forro de couro ou feltro.